# Kathryn Morris
Kathryn Morris (* 28. Januar 1969 in Cincinnati, Ohio) ist eine US-amerikanische Schauspielerin.

## Leben
Ihre Kindheit verbrachte Kathryn Morris in Texas, Connecticut und New York. Sie besuchte die Temple University in Philadelphia.
Ihre erste Rolle bekam sie 1991 in dem Fernsehfilm Long Road Home. In den folgenden Jahren spielte sie mehrere kleine Rollen, unter anderem als Psychiatrie-Patientin in dem Film Besser geht’s nicht. Ihre erste bekanntere Rolle bekam sie 1998 als Hubschrauberpilotin Annalisa Lindstrom in der Serie Pensacola – Flügel aus Stahl. Im Film Minority Report spielte sie die Frau von Tom Cruise.
Von 2003 bis 2010 war Morris in der Serie Cold Case – Kein Opfer ist je vergessen zu sehen, in der sie die beruflich konsequent vorgehende und privat beziehungsscheue Polizistin Lilly Rush spielte.
Im April 2013 wurde bekannt, dass Morris von ihrem Lebensgefährten, dem Schauspieler Johnny Messner, Zwillinge erwartet, die am 21. August 2013 geboren wurden. Derzeit lebt das Paar in Los Angeles.

## Filmografie (Auswahl)
- 1991: Sehnsucht ohne Grenzen (Long Road Home, Fernsehfilm)
- 1996: Mord ist ihr Hobby (Murder, She Wrote, Fernsehserie, eine Folge)
- 1997–1998: Pensacola – Flügel aus Stahl (Pensacola: Wings of Gold, Fernsehserie, 22 Folgen)
- 1997: Besser geht’s nicht (As Good as It Gets)
- 1998–1999: Xena – Die Kriegerprinzessin (Xena: Warrior Princess, zwei Folgen)
- 1999: Wer Sturm sät (Inherit the Wind, Fernsehfilm)
- 1999: Deterrence
- 2000: Rufmord – Jenseits der Moral (The Contender)
- 2000: Mord ist ihr Hobby – Eine zum Sterben schöne Geschichte (Murder, She Wrote: A Story to Die For, Fernsehfilm)
- 2001: A.I. – Künstliche Intelligenz (Artificial Intelligence: AI)
- 2002: The Hire: Hostage (Kurzfilm)
- 2002: Minority Report
- 2003–2010: Cold Case – Kein Opfer ist je vergessen (Cold Case, Fernsehserie, 156 Folgen)
- 2003: Paycheck – Die Abrechnung (Paycheck)
- 2004: Mindhunters
- 2007: The Champ (Resurrecting the Champ)
- 2008: Lange Beine, kurze Lügen und ein Fünkchen Wahrheit … (Assassination of a High School President)
- 2011: Loverboys – Desperate Wives (Cougars, Inc.)
- 2013: The Sweeter Side of Life
- 2013: The Surgeon General (Fernsehfilm)
- 2015: Bone Tomahawk
- 2015: The Perfect Guy
- 2016: Colony (Fernsehserie, drei Folgen)
- 2017: You Get Me
- 2018: Reverie (Fernsehserie, zehn Folgen)
- 2019: The Dirt – Sie wollten Sex, Drugs & Rock’n’Roll (The Dirt)
- 2023: Hayseed
- 2024: From Embers

## Theater
- Lovers and Other Strangers
- Waiting for Lefty
- The Murder Room
- The Fantasticks
- Crimes of the Heart